# Rav van den Berg
Rav van den Berg (Zwolle, 7 juli 2004) is een Nederlands voetballer die als verdediger voor het Duitse 1. FC Köln speelt.

## Clubcarrière
Van den Berg begon te voetballen in de jeugd van CSV '28, waarna hij de overstap maakte naar de jeugdopleiding van PEC Zwolle. In de voorbereiding van het seizoen 2020/21 trainde hij mee met de hoofdmacht. Na een aantal wedstrijden bij de hoofdmacht op de bank te hebben gezeten mocht hij op 1 mei 2021 voor het eerst met de hoofdmacht meespelen in de Eredivisiewedstrijd tegen Vitesse. In de zomer van 2023 maakte hij de overstap naar Middlesbrough FC Hij werd aan het einde van zijn eerste seizoen gekozen tot Talent én Speler van het Jaar. In augustus 2025 vervolgde hij zijn carrière in Duitsland waar hij bij 1. FC Köln kwam te spelen.

## Clubstatistieken
| Seizoen                        | Club             | Competitie     | Competitie | Competitie | Beker | Beker | Int. | Int. | Overig | Overig | Totaal | Totaal |
| Seizoen                        | Club             | Competitie     | Wed.       | Dlp.       | Wed.  | Dlp.  | Wed. | Dlp. | Wed.   | Dlp.   | Wed.   | Dlp.   |
| ------------------------------ | ---------------- | -------------- | ---------- | ---------- | ----- | ----- | ---- | ---- | ------ | ------ | ------ | ------ |
| 2020/21                        | PEC Zwolle       | Eredivisie     | 1          | 0          | 0     | 0     | –    | –    | 0      | 0      | 1      | 0      |
| 2021/22                        | PEC Zwolle       | Eredivisie     | 10         | 0          | 2     | 1     | –    | –    | 0      | 0      | 12     | 1      |
| 2022/23                        | PEC Zwolle       | Eerste divisie | 17         | 0          | 2     | 0     | –    | –    | 0      | 0      | 19     | 0      |
| Clubtotaal                     | Clubtotaal       | Clubtotaal     | 28         | 0          | 4     | 1     | 0    | 0    | 0      | 0      | 32     | 1      |
| 2023/24                        | Middlesbrough FC | Championship   | 34         | 1          | 5     | 0     | –    | –    | 0      | 0      | 39     | 1      |
| 2024/25                        | Middlesbrough FC | Championship   | 27         | 0          | 0     | 0     | –    | –    | 0      | 0      | 27     | 0      |
| Clubtotaal                     | Clubtotaal       | Clubtotaal     | 61         | 1          | 5     | 0     | 0    | 0    | 0      | 0      | 66     | 0      |
| 2025/26                        | 1. FC Köln       | Bundesliga     | 0          | 0          | 0     | 0     | –    | –    | 0      | 0      | 0      | 0      |
| Clubtotaal                     | Clubtotaal       | Clubtotaal     | 61         | 1          | 5     | 0     | 0    | 0    | 0      | 0      | 66     | 0      |
| Carrièretotaal                 | Carrièretotaal   | Carrièretotaal | 89         | 1          | 9     | 1     | 0    | 0    | 0      | 0      | 98     | 2      |
| Bijgewerkt op 14 augustus 2025 |                  |                |            |            |       |       |      |      |        |        |        |        |

## Interlandcarrière
Nederland onder 20
Op 25 maart 2023 debuteerde Van den Berg voor Nederland –20 in een vriendschappelijke tegen Frankrijk –20.
| Interlands van Rav van den Berg voor Nederland –20 | Interlands van Rav van den Berg voor Nederland –20 | Interlands van Rav van den Berg voor Nederland –20 | Interlands van Rav van den Berg voor Nederland –20 | Interlands van Rav van den Berg voor Nederland –20 | Interlands van Rav van den Berg voor Nederland –20 |
| №                                                  | Datum                                              | Wedstrijd                                          | Uitslag                                            | Soort wedstrijd                                    | Doelpunten                                         |
| Als speler bij PEC Zwolle                          | Als speler bij PEC Zwolle                          | Als speler bij PEC Zwolle                          | Als speler bij PEC Zwolle                          | Als speler bij PEC Zwolle                          | Als speler bij PEC Zwolle                          |
| -------------------------------------------------- | -------------------------------------------------- | -------------------------------------------------- | -------------------------------------------------- | -------------------------------------------------- | -------------------------------------------------- |
| 1.                                                 | 25 maart 2023                                      | Frankrijk – Nederland –20                          | 1 – 2                                              | Vriendschappelijk                                  | 0                                                  |

Nederland onder 19
Op 21 september 2022 debuteerde Van den Berg voor Nederland –19 in een vriendschappelijke tegen Moldavië –19.
| Interlands van Rav van den Berg voor Nederland –19 | Interlands van Rav van den Berg voor Nederland –19 | Interlands van Rav van den Berg voor Nederland –19 | Interlands van Rav van den Berg voor Nederland –19 | Interlands van Rav van den Berg voor Nederland –19 | Interlands van Rav van den Berg voor Nederland –19 |
| №                                                  | Datum                                              | Wedstrijd                                          | Uitslag                                            | Soort wedstrijd                                    | Doelpunten                                         |
| Als speler bij PEC Zwolle                          | Als speler bij PEC Zwolle                          | Als speler bij PEC Zwolle                          | Als speler bij PEC Zwolle                          | Als speler bij PEC Zwolle                          | Als speler bij PEC Zwolle                          |
| -------------------------------------------------- | -------------------------------------------------- | -------------------------------------------------- | -------------------------------------------------- | -------------------------------------------------- | -------------------------------------------------- |
| 1.                                                 | 21 september 2022                                  | Nederland – Moldavië –19                           | 2 – 0                                              | Kwalificatie EK 2023 –19                           | 0                                                  |
| 2.                                                 | 27 september 2022                                  | Slovenië – Nederland –19                           | 0 – 0                                              | Kwalificatie EK 2023 –19                           | 0                                                  |

Nederland onder 18
Op 13 november 2021 debuteerde Van den Berg voor Nederland –18 in een vriendschappelijke tegen Portugal –18.
| Interlands van Rav van den Berg voor Nederland –18 | Interlands van Rav van den Berg voor Nederland –18 | Interlands van Rav van den Berg voor Nederland –18 | Interlands van Rav van den Berg voor Nederland –18 | Interlands van Rav van den Berg voor Nederland –18 | Interlands van Rav van den Berg voor Nederland –18 |
| №                                                  | Datum                                              | Wedstrijd                                          | Uitslag                                            | Soort wedstrijd                                    | Doelpunten                                         |
| Als speler bij PEC Zwolle                          | Als speler bij PEC Zwolle                          | Als speler bij PEC Zwolle                          | Als speler bij PEC Zwolle                          | Als speler bij PEC Zwolle                          | Als speler bij PEC Zwolle                          |
| -------------------------------------------------- | -------------------------------------------------- | -------------------------------------------------- | -------------------------------------------------- | -------------------------------------------------- | -------------------------------------------------- |
| 1.                                                 | 13 november 2021                                   | Nederland – Portugal                               | 1 – 1                                              | Vriendschappelijk                                  | 0                                                  |

Nederland onder 16
Op 5 september 2013 debuteerde Van den Berg voor Nederland –16 in een vriendschappelijke tegen Schotland –16.
| Interlands van Rav van den Berg voor Nederland –16 | Interlands van Rav van den Berg voor Nederland –16 | Interlands van Rav van den Berg voor Nederland –16 | Interlands van Rav van den Berg voor Nederland –16 | Interlands van Rav van den Berg voor Nederland –16 | Interlands van Rav van den Berg voor Nederland –16 |
| №                                                  | Datum                                              | Wedstrijd                                          | Uitslag                                            | Soort wedstrijd                                    | Doelpunten                                         |
| Als speler bij PEC Zwolle                          | Als speler bij PEC Zwolle                          | Als speler bij PEC Zwolle                          | Als speler bij PEC Zwolle                          | Als speler bij PEC Zwolle                          | Als speler bij PEC Zwolle                          |
| -------------------------------------------------- | -------------------------------------------------- | -------------------------------------------------- | -------------------------------------------------- | -------------------------------------------------- | -------------------------------------------------- |
| 1.                                                 | 7 november 2019                                    | Nederland – Hongarije                              | 3 – 1                                              | Vriendschappelijk                                  | 0                                                  |
| 2.                                                 | 6 februari 2020                                    | Nederland – Duitsland                              | 2 – 0                                              | Vriendschappelijk                                  | 0                                                  |
| 3.                                                 | 11 februari 2020                                   | Nederland – Colombia                               | 1 – 0                                              | Vriendschappelijk                                  | 0                                                  |

Nederland onder 15
Op 11 mei 2019 debuteerde Van den Berg voor Nederland –15 in een vriendschappelijke wedstrijd tegen Duitsland –15.
| Interlands van Rav van den Berg voor Nederland –15 | Interlands van Rav van den Berg voor Nederland –15 | Interlands van Rav van den Berg voor Nederland –15 | Interlands van Rav van den Berg voor Nederland –15 | Interlands van Rav van den Berg voor Nederland –15 | Interlands van Rav van den Berg voor Nederland –15 |
| №                                                  | Datum                                              | Wedstrijd                                          | Uitslag                                            | Soort wedstrijd                                    | Doelpunten                                         |
| Als speler bij PEC Zwolle                          | Als speler bij PEC Zwolle                          | Als speler bij PEC Zwolle                          | Als speler bij PEC Zwolle                          | Als speler bij PEC Zwolle                          | Als speler bij PEC Zwolle                          |
| -------------------------------------------------- | -------------------------------------------------- | -------------------------------------------------- | -------------------------------------------------- | -------------------------------------------------- | -------------------------------------------------- |
| 1.                                                 | 11 mei 2019                                        | Nederland – Duitsland                              | 0 – 2                                              | Vriendschappelijk                                  | 0                                                  |

## Trivia
- Rav is de jongere broer van voetballer Sepp van den Berg.